# Bom Conselho (kommun)
Bom Conselho är en kommun i Brasilien.   Den ligger i delstaten Pernambuco, i den östra delen av landet, 1 400 km nordost om huvudstaden Brasília. Antalet invånare är 45 506.
Följande samhällen finns i Bom Conselho:
- Bom Conselho

Omgivningarna runt Bom Conselho är huvudsakligen savann. Runt Bom Conselho är det ganska glesbefolkat, med 43 invånare per kvadratkilometer.